# Кривина (Ђурђу)
Кривина (рум. Crivina) насеље је у Румунији у округу Ђурђу у општини Болинтин-Вале. Oпштина се налази на надморској висини од 102 m.

## Становништво
Према подацима из 2002. године у насељу је живело 928 становника, од којих су сви румунске националности.